# Apiomerus moestus
Apiomerus moestus är en insektsart som beskrevs av Carl Stål 1862. Apiomerus moestus ingår i släktet Apiomerus och familjen rovskinnbaggar. Inga underarter finns listade i Catalogue of Life.